# Romantická cesta
Romantická cesta (německy Romantische Straße) je dálková turistická trasa v Německu, která vede z Wüzburgu do Füssenu v Bavorsku.

## Historie
Cesta částečně sleduje původní vojenskou a obchodní římskou cestu Via Claudia Augusta, která v německých kronikách byla nazývána Romanischeweg, Římská cesta.
Romantická cesta byla otevřena v padesátých letech 20. století, tehdy ještě v americké zóně. Mezi prvními turisty byly rodiny amerických vojáků, kdežto dnes je známá po celém Německu a hlavně mezi japonskými turisty. Trasa dlouhá 413 km vede přes více než 20 zajímavých historických měst, kolem hradů a zajímavými přírodními sceneriemi na území Bavorska (Franky) a Bádensko-Württemberska. Začíná ve městě Füssen v Alpách a vede přes starobylý Augsburg až k univerzitnímu městu Würzburg.

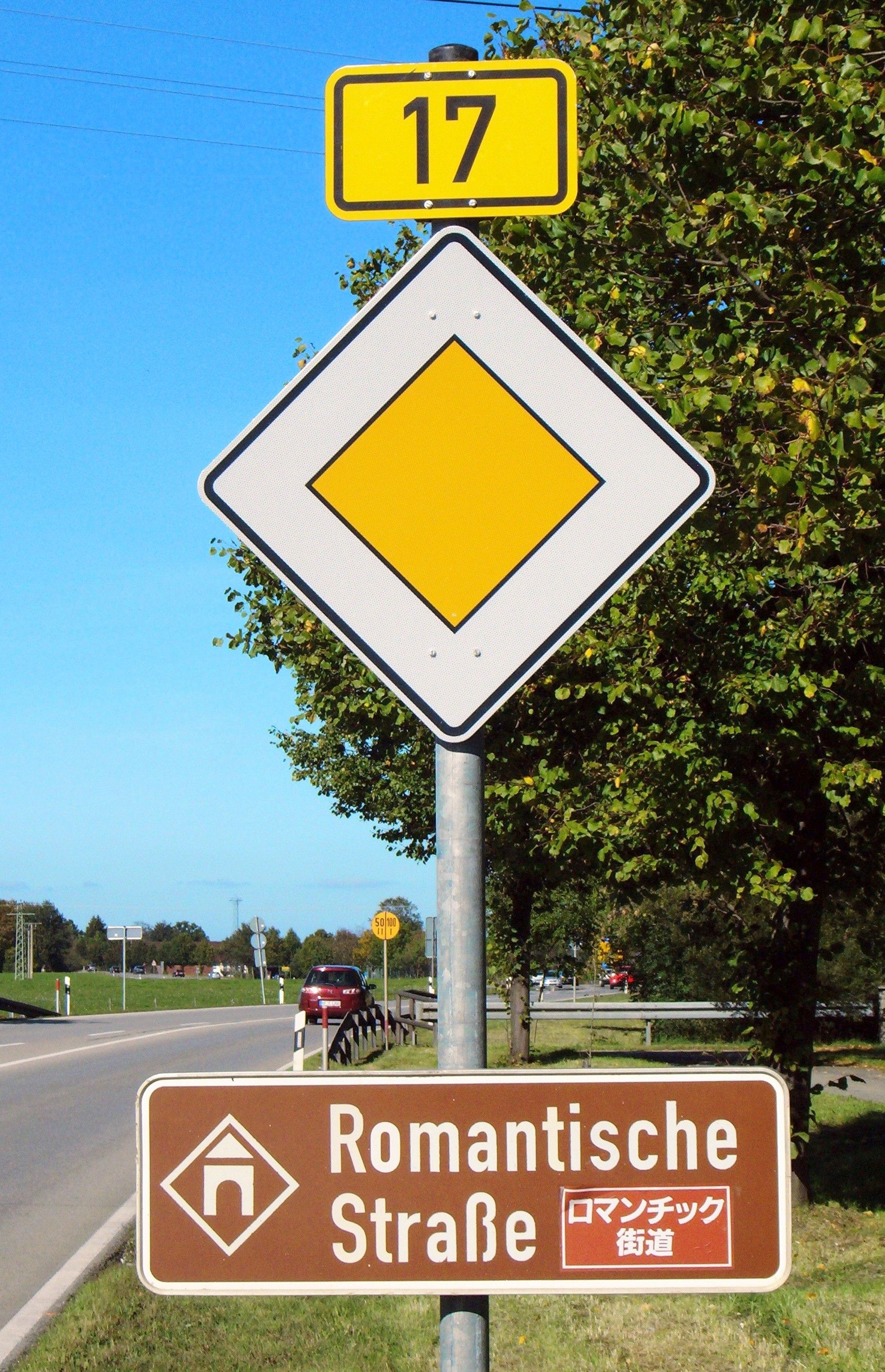
Informační tabule Romantické cesty.

## Seznam měst na trase
Řazeno ze severu na jih
- Würzburg
- Tauberbischofsheim
- Lauda-Königshofen
- Bad Mergentheim
- Weikersheim
- Röttingen
- Creglingen
- Rothenburg ob der Tauber
- Schillingsfürst
- Feuchtwangen
- Dinkelsbühl
- Wallerstein
- Nördlingen
- Harburg
- Donauwörth
- Augsburg
- Friedberg
- Kaufering
- Landsberg am Lech
- Hohenfurch
- Schongau
- Peiting
- Rottenbuch
- Wildsteig
- Steingaden and Wieskirche
- Halblech
- Schwangau, Neuschwanstein and Hohenschwangau
- Füssen